# Орвілл Бурк
Орвілл Бурк (англ. Orville Burke; нар. 18 березня 1963, США) — професійний американський культурист. Орвілл Бурк переможець турніру Ніч Чемпіонів 2001 року, Торонто / Монреаль Про 2001 року Нашіоналс 1989 року, тричі брав участь у конкурсі Містер Олімпія посівши 6, 9 і 10 місця. Один з найбільш гармонійно складених атлетів в історії бодібілдингу.

## Історія виступів
- Містер Олімпія 2002 — 9 місце
- Містер Олімпія 2001 6
- Ніч Чемпіонів 2001 — 1 місце
- Торонто / Монреаль Про 2001 — 1 місце
- Містер Олімпія 2000 — 10 місце
- Гран Прі Англія 2000 — 6 місце
- Чемпіонат світу Про 2000 — 3 місце
- Ніч Чемпіонів 2000 — 4 місце
- Торонто / Монреаль Про 2000 — 3 місце
- Ніч Чемпіонів 1999 — 10 місце
- Нашіоналс 1998 — 1 місце в категорії Супер-важка вага
- Чемпіонат США 1998 — 3 місце в категорії Супер-важка вага
- Нашіоналс 1997 — 2 місце в категорії Важка вага
- Нашіоналс 1996 — 3 місце в категорії Важка вага